# Molí del Rieral
El molí del Rieral és un molí al capdavall del terme municipal de Castellar del Vallès, molt a prop de la creu de terme que marca l'inici del municipi de Sabadell, a pocs metres de l'aiguabarreig entre el torrent de Ribatallada i el riu Ripoll. En aquest punt, el camí ample que baixa de Castellar a Sabadell s'anomena camí del Rieral.

## Història
L'edifici sembla bastit al segle xviii. Se sap que el 1872 Agustí Galí –establert al molí de Fontscalents– tenia al Rieral un molí fariner i un de bataner. Pels volts de 1890, la firma Vidua Tey i Turuguet hi tenia una 61 telers accionats per una roda d'aigua i per una màquina de vapor per fabricar panes de cotó. D'aleshores ençà, ha canviat de llogater unes quantes vegades, i hi ha hagut preferentment instal·lacions de batans i desgreixadores de teixits del llana. Actualment està força malmès i acull petites indústries tèxtils de dos propietaris. Al costat de migdia hi ha una renglera de petites edificacions que havien estat els habitatges del personal del molí, la majoria de les quals continuen habitades.